# Cortinarius gentilis
Cortinaire gentil
Espèce
Synonymes
- Agaricus gentilis Fr.[2]

Cortinarius gentilis, de son nom vernaculaire en français le Cortinaire gentil, est une espèce de champignons basidiomycètes non comestible de la famille des Cortinariaceae.

## Description du sporophore
L'hyménophore (chapeau) est de  couleur marron jaune vif, convexe puis étalé.
Le stipe (pied) est couleur de cannelle.

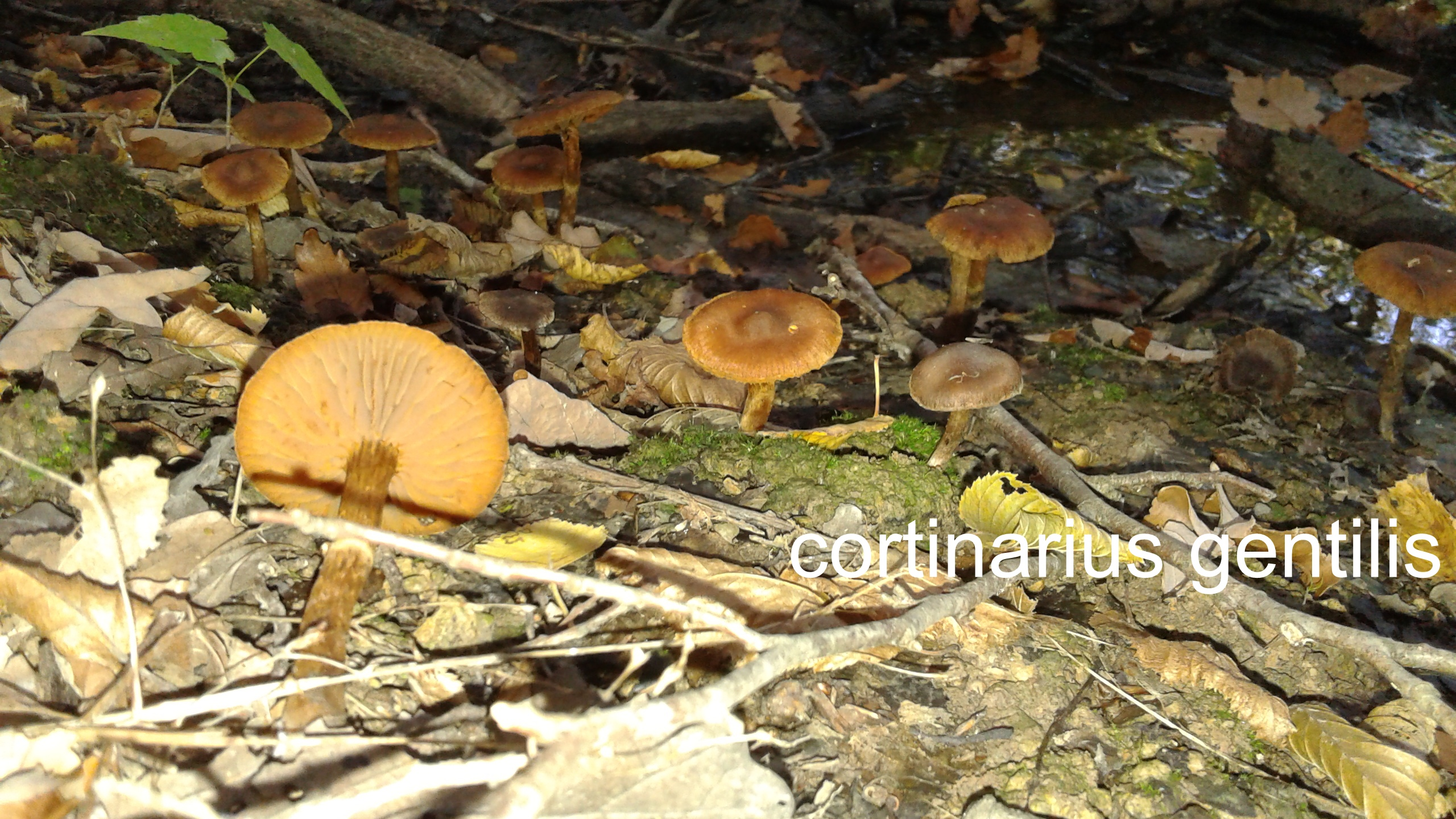
En forêt, sous feuillus "photo avec flash"

## Toxicité

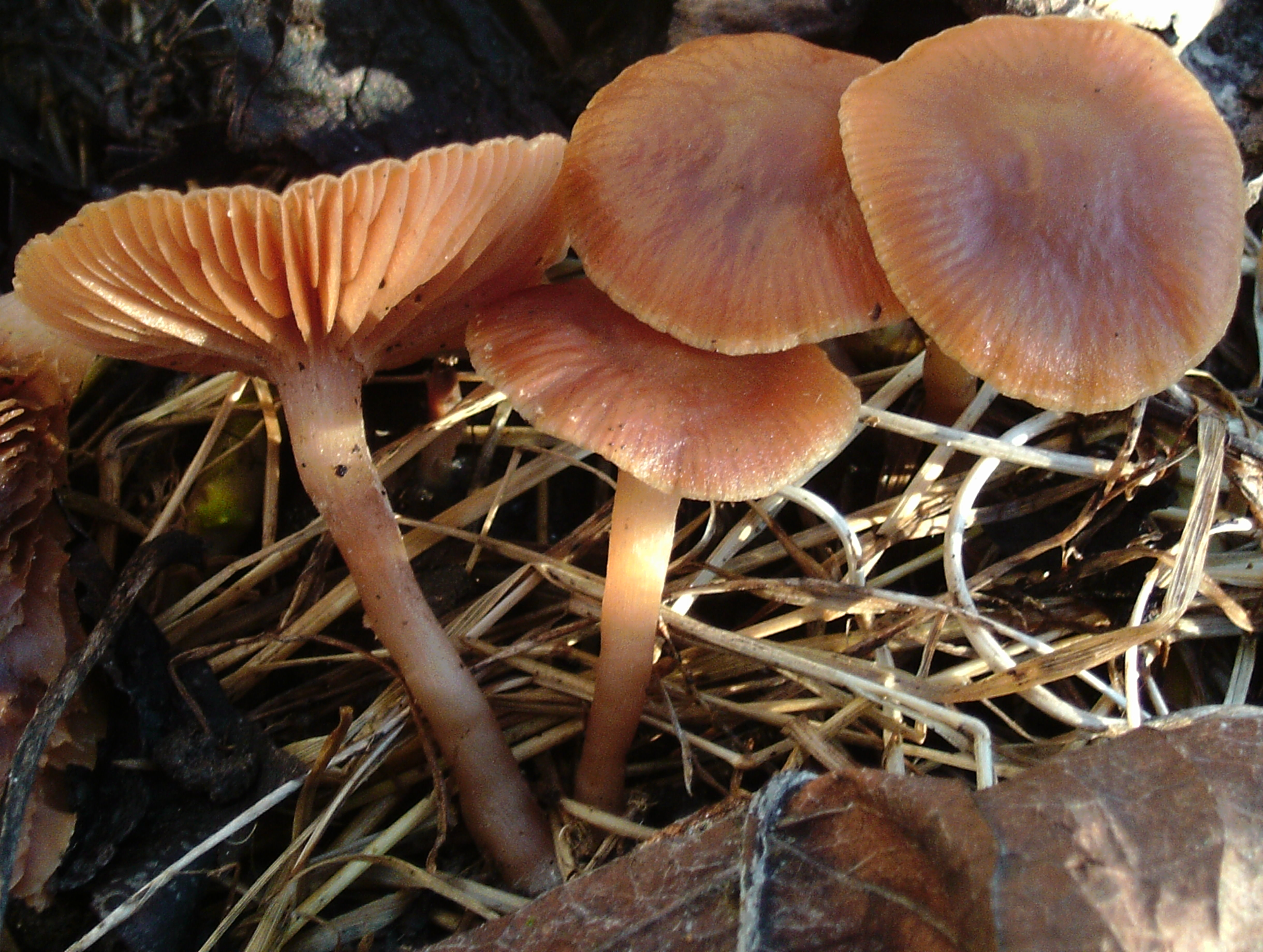
spécimens plus frêle, plus jeune

Cortinarius gentilis est un champignon mortel du genre Cortinarius, normalement trouvé en Amérique du Nord et en Europe.
C'est un champignon vénéneux et pouvant causer des intoxications graves, une étude finlandaise a montré que C. gentilis et C. orellanus, séchés et homogénéisés, puis introduits par voie orale chez le rat ont causé des lésions rénales seulement, dont des modifications correspondent à la néphrite tubulo-interstitielle. Il a été montré que C. gentilis est néphrotoxique pour les rats.